# Георгіївська церква (Стара Ладога)
Георгіївська церква у Старій Ладозі — пам'ятка архітектури часів Київської Русі. Одна з найдавніших збережених кам'яних споруд російської Півночі. Збудована в 1165—1166 роках на території Староладозької фортеці.

## Архітектура та живопис

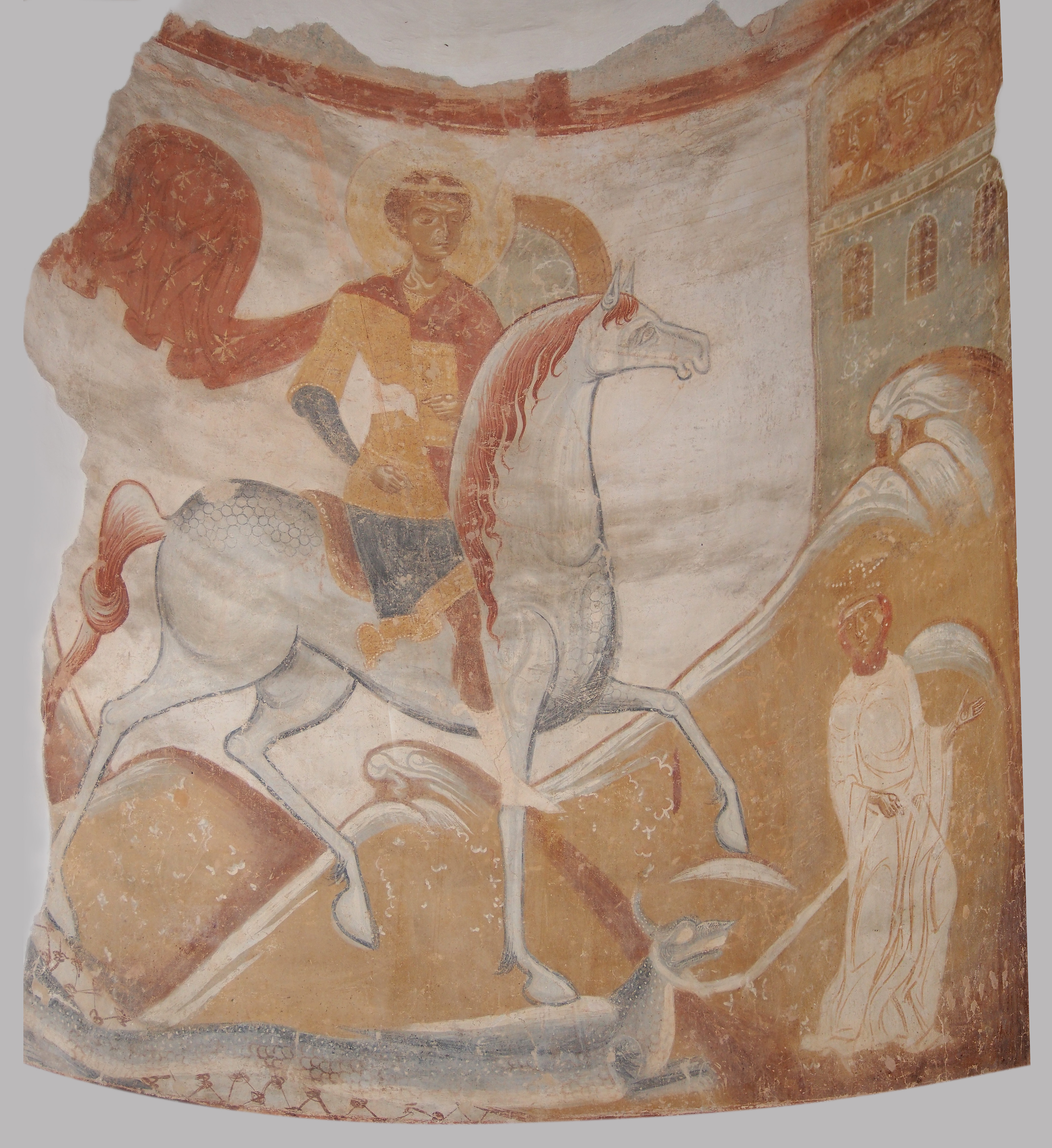
Святий Георгій. Фреска XII ст.